# Divinity II
Divinity II est un jeu vidéo de type action-RPG et hack 'n' slash développé par Larian Studios et sorti en 2009 sur Windows et Xbox 360.
La première version est sous-titré Ego Dracronis. En 2010, le jeu ressort sous le titre The Dragon Knight Saga intégrant l'extension Flames of Vengeance.

## Accueil
- Jeuxvideo.com : 16/20 (Ego Draconis)[1] - 18/20 (The Dragon Knight Saga)[2]